# Юнацький чемпіонат Європи з футболу (U-18) 1992
Чемпіонат Європи з футболу серед юнаків віком до 18 років 1992 року — пройшов в Німеччині з 20 по 25 липня. Переможцем стала збірна Туреччини, яка у фіналі перемогла збірну Португалії із рахунком 2:1 (золотий гол).

## Учасники
- СНД (кваліфікувалась  СРСР)
- Англія
- Німеччина (господарі, кваліфікувались через відбірний турнір)
- Угорщина
- Норвегія
- Польща
- Португалія
- Туреччина

## Чвертьфінали
| 20 липня 1992 |

| Португалія | 4 – 0 | Німеччина |
| ---------- | ----- | --------- |
|            |       |           |

| Нюрнберг |

| 20 липня 1992 |

| Туреччина | 3 – 0 | Угорщина |
| --------- | ----- | -------- |
|           |       |          |

| Ньордлінген |

| 20 липня 1992 |

| Англія | 3 – 1 | Польща |
| ------ | ----- | ------ |
|        |       |        |

| Регенсбург |

| 20 липня 1992 |

| Норвегія | 4 – 4    | СНД |
| -------- | -------- | --- |
|          |          |     |
|          | Пенальті |     |
|          | 3–1      |     |

| Гасфурт |

## Півфінали

### 5-те— 8-ме місця
| 20 липня 1992 |

| Німеччина | 3 – 2 | Польща |
| --------- | ----- | ------ |
|           |       |        |

| Бамберг |

| 20 липня 1992 |

| СНД | 3 – 1 | Угорщина |
| --- | ----- | -------- |
|     |       |          |

| Фестенбергсгройт |

### 1-ше— 4-те місця
| 20 липня 1992 |

| Туреччина | 2 – 1 | Норвегія |
| --------- | ----- | -------- |
|           |       |          |

| Швандорф |

| 20 липня 1992 |

| Португалія | 1 – 1    | Англія |
| ---------- | -------- | ------ |
|            |          |        |
|            | Пенальті |        |
|            | 12–11    |        |

| Швайнфурт |

## Матч за 3-тє місце
| 20 липня 1992 |

| Норвегія | 1 – 1    | Англія |
| -------- | -------- | ------ |
|          |          |        |
|          | Пенальті |        |
|          | 8–7      |        |

| Амберг |

## Фінал
| 20 липня 1992 |

| Туреччина             | 2 – 1 (золотий гол) | Португалія  |
| --------------------- | ------------------- | ----------- |
| 18' Їлмаз 98' Коцабей |                     | 43' Кардозу |

| Байройт |

| Чемпіон Європи 1992 |
| ------------------- |
| Туреччина 1-й титул |

## Збірні, що кваліфікувались намолодіжний ЧС 1993
- СНД (змінила  Росія)
- Англія
- Німеччина
- Норвегія
- Португалія
- Туреччина